# Puwamajhuwa
Puwamajhuwa (nep. पुवामझुवा) – gaun wikas samiti we wschodniej części Nepalu w strefie Meći w dystrykcie Ilam. Według nepalskiego spisu powszechnego z 2001 roku liczył on 558 gospodarstw domowych i 3020 mieszkańców (1496 kobiet i 1524 mężczyzn).